# Eroi dell'Olimpo: l'eroe perduto
Eroi dell'Olimpo: l'eroe perduto (The Lost Hero) è un romanzo pubblicato negli Stati Uniti nel 2010 e in Italia il 7 maggio 2013 di genere fantasy-avventura scritto da Rick Riordan e basato sulla mitologia greca e romana. È il primo libro della serie Eroi dell'Olimpo, il seguito della prima saga Percy Jackson e gli dei dell'Olimpo, che si concentra non più soltanto sulla mitologia greca ma anche su quella romana (cambiando i nomi degli dei e alcune caratteristiche base)(es. Minerva è solo la dea delle arti nelle spoglie romane mentre Atena la sua corrispondente greca è anche la dea della sapienza militare).
Il libro ha ricevuto recensioni contrastanti, ma nonostante questo è riuscito a vincere il premio Barnes & Nobel quale miglior libro del 2010 ed è arrivato primo in cinque classifiche di vendita, esclusi i grafici del Regno Unito. Il libro è il primo, all'interno dell'universo di Percy Jackson, in cui Riordan usa un nuovo stile di scrittura: la narrazione in terza persona, dove il punto di vista passa fra i personaggi principali: Jason, Leo e Piper.

## Trama
Jason si risveglia su uno scuolabus accanto alla sua ragazza Piper ed il suo migliore amico Leo, ma non riconosce entrambi e non ricorda nulla di sé o della sua vita precedente. Scopre di essere ad una gita scolastica e che il coach Hedge lo guarda in modo strano. Durante la gita al Gran Canyon i tre ragazzi vengono attaccati dagli spiriti del vento di cui uno di essi si era finto compagno di classe. Gleason Hedge nel tentativo di salvarli viene catturato. I tre ragazzi vengono presi in custodia da Annabeth e da un figlio di Iride che li portano al campo mezzosangue e gli rivelano che in realtà loro sono semidei. Lì Piper incontra Drew, il capo della casa di Afrodite, che la mette subito in ridicolo con commenti sul suo aspetto, e come se non bastasse si dimostra molto interessata a Jason. Al Campo, Piper scopre di non aver in realtà mai incontrato Jason e che i suoi ricordi sono stati ostruiti dalla Foschia, un velo magico che impedisce ai mortali di venire a sapere dell'esistenza degli dei e che a volte ha effetti anche sui semidei. Jason riceve una missione per salvare Era, che è stata catturata, e decide che Piper lo accompagnerà, però i due hanno bisogno anche di un mezzo di trasporto. Sul loro cammino, Jason, Piper e Leo incontrano molti nemici che riescono a contrastare, come un trio di Ciclopi a Detroit, Medea in un centro commerciale a Chicago, Re Mida, un branco di lupi mannari guidati da Licaone, ed Eolo.
Mentre sono sulla strada verso il palazzo di Eolo, il trio incontra le Cacciatrici di Artemide, guidate da Talia, che incontra per la prima volta dopo tanto tempo il fratello Jason. Durante la lotta che si verifica riescono a salvare Tristan McLean e a uccidere il gigante, anche se l'arma di Jason si rompe mentre combattono. Jason recupera un po' di memoria e si rende conto di essere un eroe addestrato nel Campo romano, il Campo Giove, che si trova da qualche parte vicino a San Francisco, in California. Chirone e i capigruppo fissano una riunione in cui Jason insieme ad Annabeth, capiscono che Era ha fatto uno scambio di leader tra l'eroe greco Percy Jackson, che ora si trova al Campo Giove, senza più alcuna memoria della sua vita al Campo Mezzosangue, e Jason Grace, che ora è appunto al Campo Mezzosangue.
Jason e Percy sono stati scambiati da Era in modo che greci e romani potessero allearsi e combattere contro i Giganti e gli altri mostri.

## Personaggi
- Jason Grace: un figlio semidio di Giove, Jason all'inizio del libro soffre di amnesia ed è incline a chiamare gli dei con il loro nome romano senza saperne il perché. Ha quindici anni. Possiede una moneta (fatta di oro imperiale) che si trasforma in una lancia (se esce croce) o in una spada (se esce testa) quando viene lanciata; questa verrà distrutta durante lo scontro con Encelado. È il fratello minore di Talia Grace, però Talia è nata mentre Zeus era sotto l'aspetto greco, mentre Jason è nato sotto la controparte romana, Giove. Jason è stato offerto a Era come paladino all'età di due anni, e questo in seguito ha dato a Talia l'idea di scappare da casa, cosa che la ragazza farà effettivamente all'età di nove anni. Prima dell'inizio del libro, Jason ha vissuto al Campo Giove. Egli nutre sentimenti per Piper, ma alla fine del libro si accenna che è stato coinvolto sentimentalmente con una ragazza di nome Reyna.
Durante il corso del libro si scopre ché è stato lui a guidare l'assalto al palazzo dei Titani sul Monte Tamalpais, a uccidere il Titano Crio e a distruggere il trono nero di Crono.
- Piper McLean: una semidea figlia di Afrodite e Tristan McLean, una star del cinema Cherokee. È la fidanzata di Jason Grace e possiede un pugnale chiamato Katoptris, precedentemente usato da Elena di Troia. Ha anche il raro dono della "lingua ammaliatrice", la capacità di persuadere chiunque a fare qualsiasi cosa. Ha 15 anni ed i suoi occhi cambiano colore dal verde al marrone al blu. Ha capelli castani e asimmetrici.
- Leo Valdez: Un figlio di Efesto e della defunta Esperanza Valdez. Leo afferma di essere il miglior amico di Jason, all'inizio del libro, e anche se quello era un ricordo ostruito dalla Foschia, lui e Jason diventano buoni amici conoscendosi reciprocamente durante la loro ricerca. Possiede una cintura magica trovata nel Bunker Nove, strumento da cui si può estrarre qualsiasi cosa egli richieda che possa essere trovata in un'officina; non può evocare oggetti troppo specifici, ma se richiede oggetti più rari, o di grandezza maggiore, la cintura deve "raffreddarsi" prima di essere riutilizzata. Leo ha riparato il drago bronzo Festus. Egli può anche creare il fuoco dal nulla, una rara capacità a volte appartenente ai figli di Efesto. Ha inizialmente una cotta per Chione, la dea della neve, ma poi gli passerà, e in seguito per Talia Grace, sorella maggiore di Jason.
- Gleeson Hedge: un satiro o fauno che aveva lo scopo di vegliare su due semidei (Piper e Leo), ma che poi veglia anche su un semidio aggiuntivo, Jason. Viene fatto prigioniero dopo aver salvato la vita di Leo due volte, ma verrà trovato in una gabbia nel centro commerciale di Medea e liberato nella casa del re Mida. Veglia sul padre di Piper dopo il suo salvataggio dopo che egli ha bevuto la pozione data a Piper da Afrodite. È stato citato in "Lo Scontro Finale" in una lettera a Grover Underwood.

## Edizioni
- Rick Riordan, Eroi dell'olimpo: l'eroe perduto, Collana I Grandi, Arnoldo Mondadori Editore, 2013,  p. 498, ISBN 8804627719.